# آبشار کوتر فورس
آبشار کاوتر (به انگلیسی: Cotter Force) آبشاری است که در انگلستان واقع شده و ارتفاع کلی ریزشگاه آن ۱۰ متر (۳۳ فوت) است.